# Microtegeus similis
Microtegeus similis är en kvalsterart som beskrevs av Balogh och Sandór Mahunka 1980. Microtegeus similis ingår i släktet Microtegeus och familjen Microtegeidae. Inga underarter finns listade i Catalogue of Life.